# Ganges Mensa
Ganges Mensa é uma mesa no quadrângulo de Coprates em Marte, localizada a 7.2° S e 48.8° W.  Seu diâmetro é de 140.0 km e seu nome vem do nome de uma formação de albedo.